# Ole Hansen (løber)
 Der er flere personer med dette navn, se Ole Hansen.
Ole Hansen (født 1963) er en tidligere dansk langdistanceløber. Løb for Aarhus 1900.
Ole Hansen boede i Sorring, men blev ved et motionsløb spottet af Aarhus 1900, klubben, som op gennem 1970'erne fik stor fremgang. Ole Hansen fik som træner den tidligere løber og danske mester, Flemming Kempel, der efter en kort karriere trak sig tilbage som aktiv løber. Allerede i 1975 debuterede Ole Hansen på internationalt ved VM i cross.
I 1982 satte han den stadigt eksisterende danske juniorrekord på 3000 meter på 8.04.37. I 1983 tog Kempel imidlertid sit eget liv efter en periode med stærke depressioner, hvilket påvirkede Hansens karriere negativt Først da hans tidligere lærer på Idrætshøjskolen Århus, Hans-Henrik Christensen, fra 1984 overtog træningen, kom der ro på de indre linjer.
Hansen begyndte at skifte træningsmetoder. I 1986 satte Ole Hansen så sine sidste personlige rekord på 5000 meter, hvor han ved DM i et stærkt besat felt tog sølv og få dage efter løb 8.00.91 på 3000 m ved Copenhagen Games. Ved udgangen af denne sæson ophørte samarbejdet med Christensen, der kun ønskede at fungere på amatørbasis.
Året efter satte Ole Hansen personlig rekord på 10 000 meter, uden træner. Christensen fortsatte et par år efter sin trænergerning i Skovbakken.

## Personlige Rekorder
```
   800 m: 1.48.?
 1.000 m: 2.29.?
```

- 1.500 m: 3.48,2
- 5.000 m: 13.54,77
- 10.000 m: 29.00,20
- 1/2 maraton: 1.04,29
- Maraton: 2.16,48

## Karriere
- VM i halvmarathon 1992 München. Nr. 92 i tiden 1:05.29 timer.